# Felderítő műhold

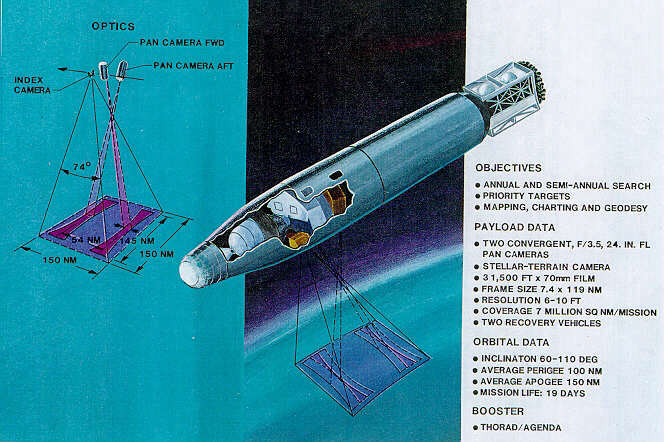
KH–4B Corona műhold

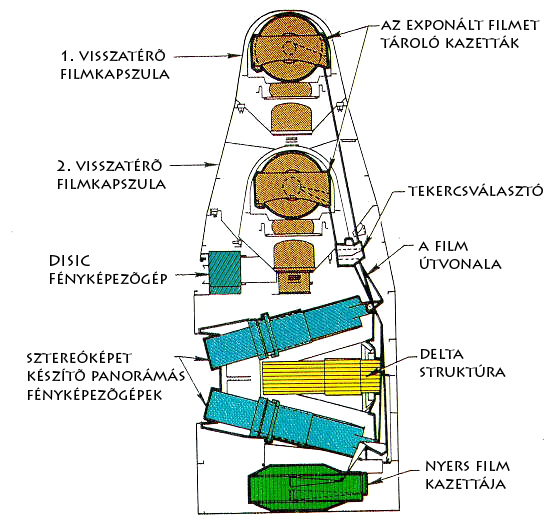
A KH–4B Corona műhold szerkezeti felépítése

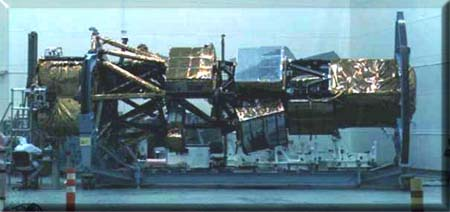
Lacrosse radarfelderítő műhold építés alatt

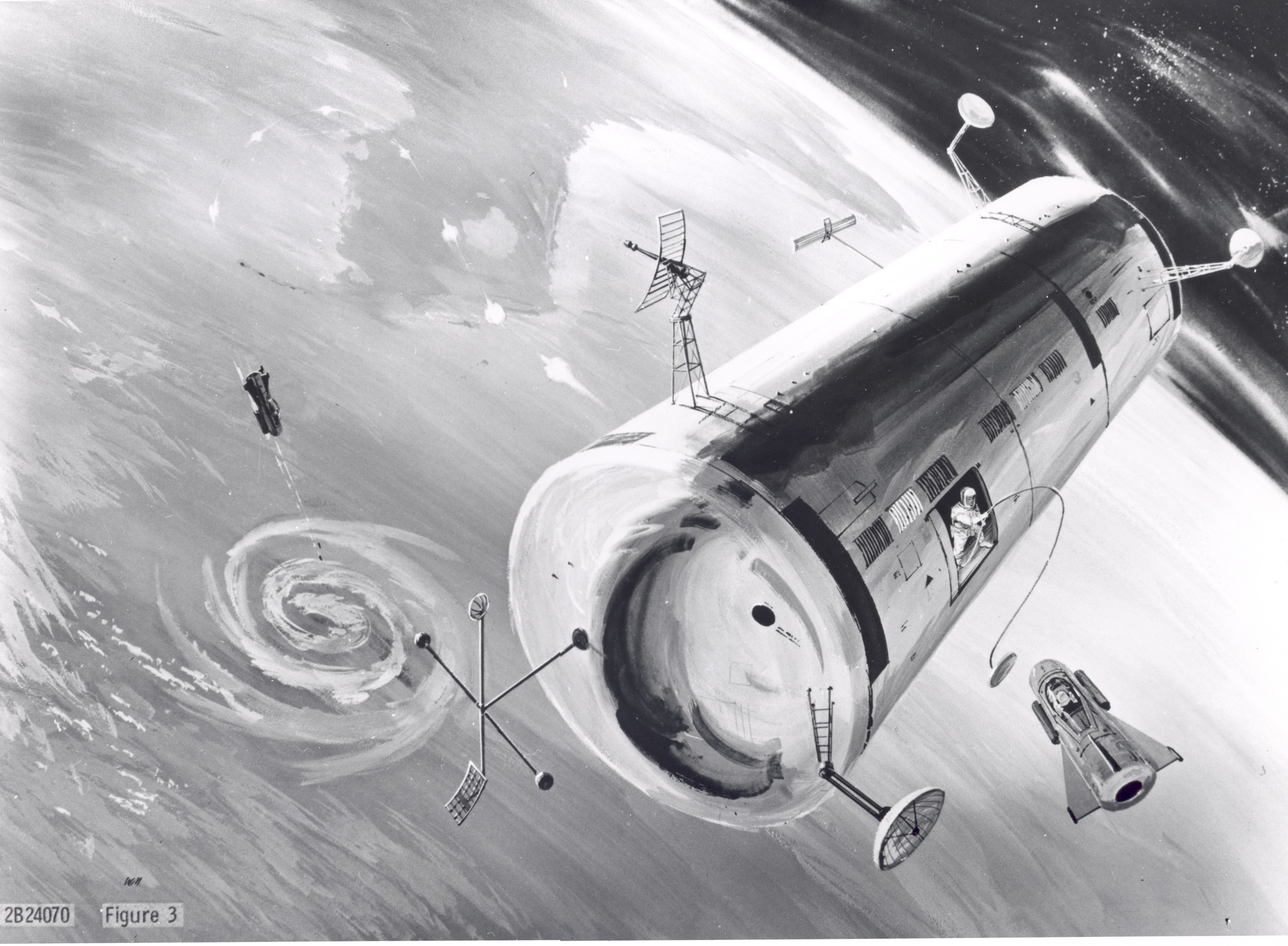
Egy elképzelt rajz a Manned Orbiting Laboratory (MOL) űrállomás-programról. Az űrállomást a Gemini-programban használt űrhajók alapján tervezték.

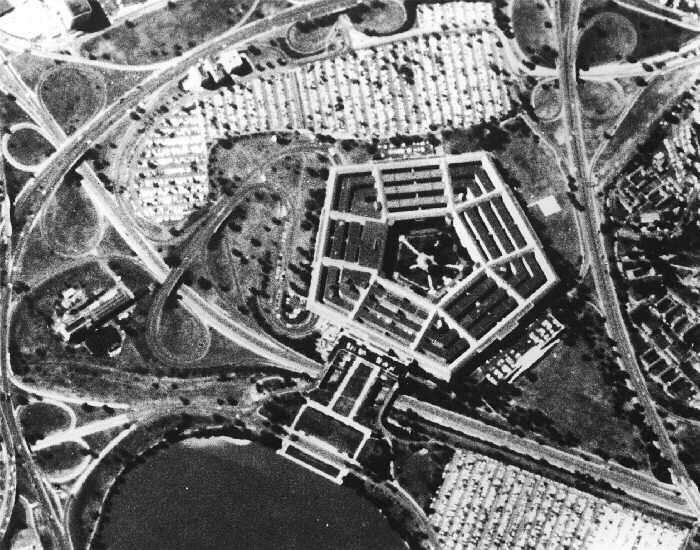
Egy Corona-műhold által készített kép a Pentagonról.

A felderítő műhold speciális földfigyelő műholdtípus, melyet felderítési célokra használnak. Az 1970-es évekig (és néha még az 1980-as években is) a felderítő műholdak többsége az exponált filmet egy fémkapszulában, ejtőernyővel juttatta vissza a Földre, és süllyedés közben gyűjtötték be őket. A köznyelvben gyakran kémműholdaknak hívják őket.
Az Egyesült Államokban a műholdas felderítés központi irányító szervezete a Nemzeti Felderítő Hivatal (National Reconnaissance Office, NRO).
Az Egyesült Államokban jelenleg az 1972 előtti felderítő műholdakról érhető el a legtöbb információ a FOIA információs szabadsági törvénynek köszönhetően, de sok adat még ebből az időből is titkosított. Időnként egy-két információ kiszivárog, mint például azok a KH–11 képek, amelyeket 1985-ben adott el valaki a Jane's Defence Weekly folyóiratnak.
Példák a felderítő műholdak feladataira:
- nagy felbontású fényképek készítése (IMINT)
- kommunikációs csatornák lehallgatása (SIGINT)
- rejtjelzett kommunikáció
- nukleáris kísérletek felderítése
- rakétakindítások felderítése

## Típusok
- Amerikai Egyesült Államok
  - Lacrosse/Onyx
  - MIDAS
  - Misty/Zirconic
  - Samos
  - Quasar
  - Vela
  - Vortex/Chalet
  - Key Hole (KH) sorozat:

| Időszak           | Típusjelzés | Kódnév                | Optika                                                | Megjegyzések |
| ----------------- | ----------- | --------------------- | ----------------------------------------------------- | --- |
| 1959–1972         | KH-1–KH-4   | Corona                | Felbontás: 7,5 m, 2,75 m, 1,8 m Gyújtótávolság: 0,6 m | Első ismert amerikai kémműholdsorozat. Az előhivatlan, de már exponált filmet ejtőernyős kapszulával juttatta vissza. A titkos Corona-program fedőtörténete a nyilvános Discoverer-program volt.    |
| 1960–1962         | –           | Samos                 | Felb.: 30 – 1,5 m Gy.táv.: 0,7–1,83 m                 | A legtöbb műholdról rádiójelekkel továbbították a fedélzeten előhívott és elektro-optikusan letapogatott képeket. A programot valószínűleg a képek rossz minősége miatt törölték.                   |
| 1961–1964         | KH-5        | Argon                 | Felb.: 140 m Gy.táv.: 76 mm                           | Film ejtőernyős visszajuttatása. |
| 1963              | KH-6        | Lanyard               | Felb.: 1,8 m Gy.táv.: 1,67 m                          | Egy konkrét helyszín megfigyelésére kifejlesztett, rövid ideig aktív program. A Samos-program fényképező-rendszerét használta, a filmet ejtőernyővel juttatta vissza.                               |
| 1963–1967         | KH-7        | Gambit                | Felb.: 0,46 m                                         | Film ejtőernyős visszajuttatása. |
| 1966–1984         | KH-8        | Gambit                | Felb.: 0,5 m                                          | Film ejtőernyős visszajuttatása. |
| 1971–1986         | KH-9        | Hexagon Big Bird      | Felb.: 0,30 m                                         | Film ejtőernyős visszajuttatása. |
| törölve           | KH-10       | Dorian                |                                                       | Fedélzeti személyzettel ellátott labor. A Manned Orbiting Laboratory (MOL) űrállomást a Gemini-program alapján tervezték meg.                                                                       |
| 1976–1995         | KH-11       | Crystal Kennan        | Felb.: 0,15 m Tükör: 2,3 m                            | Első ismert digitális képfeldolgozású kémműhold. Méretében és alakjában valószínűleg a Hubble-űrtávcsőre hasonlít.                                                                                  |
| 1990?–napjainkig? | KH-12       | Ikon Improved Crystal | Felb.: 0,15–0,10? m Tükör: 2,4–4? m                   | Digitális képfeldolgozás. Valószínűleg gyenge fényviszonyokkal illetve 3–5 mikrométeres hullámhosszú infravörös fénnyel is képes dolgozni. Elképzelhető, hogy valós idejű képet is tud továbbítani. |
| 1999?–napjainkig? | KH-13       | 8X? EIS?              | Felb.: 0,10?–0,04? m Tükör: 4? m                      | Nagyon keveset tudni erről a rendszerről. Feltehetőleg radaros képfeldolgozást esetleg lopakodó technológiákat használ.                                                                             |

- Szovjetunió
  - Almaz
  - Jantar
  - Zenyit
  - Don

- Németország
  - SAR-Lupe 1-5
- Franciaország
  - Helios 1B, Helios 2A
- Egyesült Királyság
  - Zircon
- India
  - Technology Experiment Satellite
- Irán
  - Sinah-1
  - Mesbah (kilövésre készen)
- Izrael
  - Ofeq
- Japán
  - Information Gathering Satellite
- Kína
  - Fanhui Shi Weixing
    - FSW-0
    - FSW-1
    - FSW-2
    - FSW-3
- Egyiptom
  - EgyptSat 1 Archiválva 2009. október 4-i dátummal a Wayback Machine-ben